# Nancy Ruth
Nancy Ruth (Edmonton, Canadá, 3 de enero de 1966) es una cantante y compositora de jazz, música latina e internacional, intérprete de piano y guitarra española. Reside en Málaga, España.

## Primeros años
Nancy creció en la Columbia Británica, y su temprano interés por la música la llevó a estudiar canto y piano en el Conservatorio de Música de Toronto. También estudió teatro en Studio 58 en el Langara College, Vancouver, y continuó sus estudios musicales en Douglas College, New Westminster.

## Carrera
Sus primeras actuaciones profesionales fueron como vocalista de bandas de rock; entre 1986 y 1991 hizo giras con los grupos canadienses Axess, Aces High y Renaissance.
En 1992 fue vocalista invitada de la banda The Lovehunters en Singapur, y ese mismo año cantó para el Sultán De Brunéi, en el Palacio Real.
Entre los años 1993 y 1997 protagonizó el Beaver Creek Rendezvous show, un espectáculo musical en Klondike, territorio de Yukón, al norte de Canadá. Su primer álbum, “Nancy Ruth”, con canciones de su autoría, fue lanzado en 1998.
En los años siguientes, Nancy focalizó su carrera en el jazz, actuando en clubes y eventos en toda Canadá. 
Sus raíces españolas la llevaron a visitar y posteriormente a establecerse en España, incorporando la guitarra española e influencias flamencas en su repertorio, fusionándolas en sus composiciones con el jazz.
Su segundo álbum, “It´s Got To Be Love”, fue lanzado en 2004.
Nancy viajó por el mundo colaborando con artistas de distintos géneros musicales, incorporando boleros y baladas latinoamericanas en su repertorio; así nació en 2008 su tercer álbum, “Me quedo”, que incluye varias canciones en español, coescritas con diversos autores. Luego continuó realizando tours y presentaciones, entre ellas, en el Pender Harbour Jazz Festival, en Canadá (2010).
En 2011 lanzó en España su cuarto álbum, “Para Ti”, grabado en inglés y español. También escribió y protagonizó un show tributo a la música latinoamericana y española, llamado “Trío Pasión”, con el que realizó una gira por varios países entre 2011 y 2014.
En 2016 lanzó un nuevo álbum, “Sangría Jam”, fruto de su influencia española, combinando flamenco, jazz y ritmos latinos.
Nancy Ruth ha protagonizado varias entrevistas y escribió artículos para publicaciones en línea.

## Discografía
- Nancy Ruth (1998)
- It`s Got To Be Love (2004)
- Me quedo (2008)
- Para ti (2011)
- Sangría Jam (2016)